# Стефани, Гвен
Гвен Рене́ Стефа́ни (англ. Gwen Renée Stefani; род. 3 октября 1969, Фуллертон, Калифорния, США) — американская певица, автор песен, актриса, продюсер и дизайнер.
Солистка и сооснователь музыкальной группы No Doubt (с 1986 года), исполнительница и один из авторов таких известных синглов как «Just a Girl», «Don’t Speak» и др. В 2004 году начала сольную карьеру с альбомом «Love. Angel. Music. Baby.», который имел критический и коммерческий успех. Песня с этого альбома — «Hollaback Girl», достигла первого места в чарте Billboard Hot 100 и стала первой в США, проданной на iTunes в миллион копий. Её третий сольный альбом «This Is What the Truth Feels Like» (2016) занял первое место в чарте Billboard 200. Включая свои работы с No Doubt, Стефани продала более 30 миллионов копий альбомов по всему миру.
В 2003 году выпустила свою линию одежды «L.A.M.B.». Обладательница трёх премий Грэмми. В качестве сольного исполнителя получила награду American Music Awards, Brit Awards, World Music Awards и две Billboard Music Awards. Журнал Billboard назвал Стефани 54-м самым успешным артистом и 37-м самым успешным артистом Hot 100 десятилетия. Телеканал VH1 поставил её на 13-е место в списке «100 величайших женщин в музыке» 2012 года.

## Биография

### Ранние годы
Гвен Рене Стефани родилась 3 октября 1969 года в Фуллертоне — городе на севере округа Ориндж, в семье среднего достатка. Её отец Деннис Джеймс Стефани, американец итальянского происхождения, занимался маркетинговыми исследованиями в компании Yamaha, а мать Пэтти Флинн, имеющая ирландские и шотландские корни, была бухгалтером, но потом оставила работу, посвятив себя детям. Гвен — вторая из четырёх детей. У неё есть младшая сестра Джилл и два брата: Эрик и Тодд. Своё имя певица получила в честь Гвен Мейген, героини романа Артура Хейли «Аэропорт» (1968). Её среднее имя Рене было навеяно песней «Walk Away Renée» группы The Left Banke (1966).
Петь Гвен начала ещё в раннем возрасте. Она часто исполняла песни под аккомпанемент пианино, на котором играл её старший брат Эрик. Тогда же проявился её талант модельера: от матери Гвен научилась вышивке и часто перекраивала купленные вещи, придавая им неповторимый стиль.

### Образование
Образование Гвен Стефани получила в Калифорнии, в родном Фуллертоне и в соседнем Анахайме. Она окончила Высшую школу Лоара в 1987 году. В школе будущая звезда была одним из членов команды по плаванию, играла на флейте в школьном оркестре. Здесь она впервые выступила на сцене — на конкурсе талантов Гвен исполнила песню «On My Radio». Ещё во время школьного обучения она увлекалась рисованием и впоследствии поступила в Колледж Фуллертона на художественные курсы. Учёбу будущая звезда совмещала с работой сперва в ресторане быстрого питания Dairy Queen, затем в отделе парфюмерии и косметики Бродвейского универсального магазина в Лос-Анджелесе. По окончании колледжа Гвен поступила в Университет штата Калифорния.

### Личная жизнь
Её прозвища — Sunshine и G-loc. Гвен Стефани умеет играть на гитаре, принципиально не пользуется услугами визажистов и всегда сама делает макияж.
В 2002—2016 годах Гвен была замужем за музыкантом Гэвином Россдэйлом. У бывших супругов три сына: Кингстон Джеймс МакГрегор Россдэйл (род. 26 мая 2006), Зума Неста Рок Россдэйл (род. 20 августа 2008) и Аполло Боуи Флинн Россдэйл (род. 28 февраля 2014). С 2015 года встречается с кантри-певцом Блейком Шелтоном. В июле 2021 года пара поженилась на ранчо певца.

## Карьера

### В составе No Doubt
Гвен Стефани появилась в No Doubt, тогда ска-группе, в 1986 году — непосредственно в год основания коллектива. Она попала в группу благодаря старшему брату Эрику, одному из основателей коллектива. Изначально Стефани была лишь совокалисткой No Doubt, но после самоубийства Джона Спенса, вокалиста группы, Стефани заняла позицию фронтмэна.
Успех пришёл к группе не сразу: первые два альбома — No Doubt (1992) и The Beacon Street Collection (1995) — не нашли широкого интереса у слушателей. Однако третий альбом Tragic Kingdom, во многом благодаря хитам «Just a Girl» и «Don't Speak», написанным при непосредственном участии Стефани, позволил No Doubt совершить огромный рывок вперёд.
В составе No Doubt Стефани приняла участие в записи последующих альбомов группы — Return of Saturn и Rock Steady.

### Сольная карьера (2004—2005:Love. Angel. Music. Baby.)
Работать отдельно от группы певица начала в 1999 году, записав дуэт с Принсом «So Far, So Pleased». В 2000 году вышел совместный сингл с Моби «South Side», а в 2001-м — совместно с Ив сингл «Let Me Blow Ya Mind», что принесло ей «Грэмми».
Дебютный сольный альбом Стефани «Love. Angel. Music. Baby.» был выпущен 22 ноября 2004 года в Европе и Азии и 23 ноября 2004 года в Северной Америке. Во время записи альбома певица сотрудничала с Линдой Перри, а также с Фарреллом Уильямсом, Андре 3000 и многими другими. Плод совместной работы музыкантов имел серьёзный успех: в первую неделю в США было продано 310 000 копий альбома, что больше чем объём продаж какого-либо альбома No Doubt в соответствующий период. Альбом поднялся до пятой строчки хит-парада Billboard Top 200, стал пятым в канадском чарте, четвёртым — в британском и первым — в австралийском.

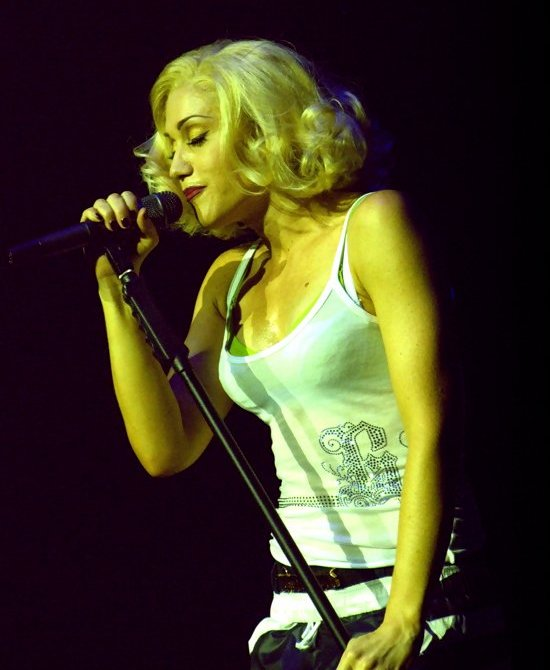
2005 год

В музыкальном плане сольная работа Гвен Стефани заметно отличается от работ No Doubt. Для Love. Angel. Music. Baby. характерно звучание поп-музыки 1980-х. Многие критики отметили сходство музыкального материала с ранними работами Мадонны, более того, образ Стефани-блондинки явно напоминает «классическую» Мадонну.
С альбома Love. Angel. Music. Baby. было выпущено шесть синглов: «What You Waiting For?», «Rich Girl», «Hollaback Girl», «Cool», «Luxurious» и «Crash». Наиболее коммерчески успешным стал третий, «Hollaback Girl», который установил своеобразный рекорд: песня стала первой композицией, число загрузок которой в магазине iTunes превысило миллион, и самой часто загружаемой композицией в магазине iTunes в 2005 году. По итогам года журнал Billboard признал её самой продаваемой композицией на американском рынке. Помимо этого, эта песня была представлена к получению премии «Грэмми» в двух номинациях.

### 2006—2007:The Sweet Escape
Вторым сольным альбомом певицы стал The Sweet Escape. Диск был записан на студии звукозаписи Le Mobile Remote и выпущен в продажу в декабре 2006 года. При записи альбома Стефани возобновила сотрудничество с Линдой Перри, The Neptunes и Эйконом. Альбом сфокусирован на более электронной и танцевальной музыке, нежели его предшественник.
Главным синглом с альбома стала песня «Wind It Up». Критики хорошо приняли сингл, в частности, выделяя использование йодля и семплов из мюзикла «Звуки музыки». Вторым синглом стала совместная работа с Эйконом — «The Sweet Escape». Благодаря этой песне Стефани получила номинацию на премию «Грэмми» в категории «Лучший поп-дуэт». Пластинка разошлась большим тиражом.

### 2014—2016: Участие в The Voice и возвращение на сцену
В 2014 году Гвен стала судьёй седьмого сезона шоу The Voice. Группа Maroon 5 пригласила певицу записать с ними песню «My Heart Is Open» для их пятого альбома V, написанную в соавторстве с Сией. Впервые за последние 9 лет Гвен появилась на MTV Video Music Awards 2014, где в интервью на красной дорожке сказала следующее: «У меня появились дети, я не знала, что делать дальше. Я не думала, что буду участвовать в The Voice. Кто знает, что будет дальше?» Также во время New York Fashion Week певица призналась, что планирует начать работу над новым альбом с No Doubt и своим третьим сольным альбомом.
20 октября 2014 года Стефани выпустила новый сингл «Baby Don’t Lie» к третьему студийному альбому. Также был выпущен видеоклип на песню, снятый Софи Мюллер, который был презентован на Vevo и соответствующем канале на YouTube. В чарте Billboard Hot 100 «Baby Don’t Lie» стартовала с 46-го места.
17 октября 2015 года Стефани исполнила концерт в рамках своего тура «MasterCard Priceless Surprises» в Нью-Йорке. Она исполнила некоторые песни с своего третьего альбома «This Is What The Truth Feels Like» над которой она начала работать в середине 2015 года. Альбом был выпущен 18 марта 2016 года и дебютировал под номером один на Billboard 200. В первую неделю было продано 84 000 копии альбома. Для продвижения альбома Стефани отправилась в одноимённый тур.
В 2016 году Стефани озвучивала DJ Suki в анимационном фильме «Тролли», включая пять песен к этому фильму.

### Настоящее время
В 2017 году Стефани объявила о планах выпустить новый альбом. Для его записи она сотрудничала с Басби, Блейком Шелтоном и Джастином Трантером. Альбом под названием «You Make It Feel Like Christmas» был выпущен 6 октября 2017 года. В его поддержку Стефани участвовала в одноимённом телешоу на NBC, которое транслировалось 12 декабря 2017 года.
Первый концертный тур Стефани под названием «Just a Girl: Las Vegas» начался 27 июня 2018 года в театре Zappos в Лас-Вегасе. Его завершение планируется 2 ноября 2019 года. Он был назван в честь песни. Поступления от шоу (1 доллар за билет) были пожертвованы организации «Cure4Kids».
25 июня 2019 года The New York Times Magazine назвал Гвен Стефани среди сотен исполнителей, чей материал, как сообщается, был уничтожен во время пожара в Universal Studios Hollywood 2008 года.
Осенью 2019 года она вернётся в качестве судьи 17-го сезона "Голоса " вместо Адама Левина.

### Дизайн одежды
В 2003 году Гвен Стефани создала свою марку одежды L.A.M.B.. Певица призналась: «Разработка дизайна одежды это то, что я всегда любила и о чём всегда мечтала». Она вышивала с детства, а в школьные годы сама сделала себе костюм для выступления на конкурсе талантов; дизайн платья был навеян образом Марии из музыкального фильма «Звуки музыки». В 17 лет Гвен изготовила другое платье, повторявшее наряд Грейс Келли в фильме «Окно во двор». Изготовлению одежды Гвен научилась от своей матери, которая сама прекрасно шила и поощряла таланты своей дочери. В настоящее время[когда?]

 продукция L.A.M.B. включает одежду, сумки, кошельки и клатчи, наручные часы, обувь и духи. Она обрела популярность, в том числе и среди знаменитостей: в одежде, разработанной Стефани, появлялись Николь Кидман, Тери Хэтчер и Линдси Лохан. Как выразилась старший вице-президент компании IMG и бывший исполнительный директор Совета дизайнеров Америки Ферн Маллис, линия одежды L.A.M.B. «столь же уникальна и индивидуальна, как сама Гвен».
В 2014 году Гвен Стефани совместно с компанией OPI Products Inc. выпустила серию лаков для ногтей, а два года спустя косметический бренд Urban Decay представил линейку средств для макияжа, созданную совместно со Стефани. Кроме того, Гвен разработала дизайн фотоаппарата для Hewlett-Packard — HP Photosmart R607 Harajuku Lovers Digital Camera.

### Кинематограф
Гвен Стефани снялась в нескольких эпизодических ролях в кино. Её самая заметная работа — роль голливудской актрисы и секс-символа 1930-х годов Джин Харлоу в кинофильме Мартина Скорсезе «Авиатор» (2004). Партнёрами Гвен по съёмочной площадке были такие известные актёры как Леонардо Ди Каприо, Кейт Бэкинсейл, Кейт Бланшетт и Алек Болдуин. В 2001 году Гвен озвучила своего персонажа в мультсериале «Царь горы» (эпизод 20, сезон 5). В фильме «Образцовый самец» (2001) её можно увидеть среди зрителей на церемонии вручения премии, рядом с персонажем Оуэна Уилсона. В телесериале «Бухта Доусона» герои прибывают на концерт No Doubt (эпизод 6, серия 8, 2002 год); в фильме использованы съёмки настоящего концерта группы. В 2009 году Гвен вместе с коллегами из No Doubt сыграла короткую роль в сериале «Сплетница» (эпизод 24, сезон 2): она предстала в качестве вокалистки вымышленной группы Snowed Out, исполнив песню Stand and Deliver. Также Гвен Стефани можно увидеть в документальном фильме «Everyday Sunshine: The Story of Fishbone» (2011), где певица рассказывает о влиянии на своё творчество группы Fishbone, и в комедийном сериале «Портландия», вместе с другими участниками No Doubt (эпизод 4, сезон 3, 2013 год).

## Благотворительность
Вскоре после землетрясения в Японии в 2011 году, Гвен Стефани пожертвовала 1 млн долларов в помощь пострадавшим японским детям через международную правозащитную организацию Save the Children. Она призвала всех, у кого есть такая возможность, также перечислить средства в помощь пострадавшим. Кроме того, певица провела благотворительный концерт в лос-анджелесском кафе Royal/T, оформленном в японском стиле, и аукцион на сайте nodoubt.com: она выставила на продажу свою коллекцию футболок Harajuku Lovers и ряд других вещей. Все вырученные средства были отправлены в помощь детям Японии. В том же году в благотворительных целях она выставила на продажу кружевное вечернее платье, в котором ранее выступала на Каннском кинофестивале и позировала на фотосессии для компании L’Oreal. Дизайн платья был разработан самой Стефани, оно было изначально задумано для продажи на благотворительном аукционе; платье было продано за более чем 125 тыс. долларов. Одно время вокруг платья ходили слухи — один из коллег австралийского модельера Майкла Энджела заявил, будто создателем платья является именно Энджел, а не Стефани, однако сам Энджел опроверг это заявление.

## Дискография
Сольная дискография
- Love. Angel. Music. Baby. (2004)
- The Sweet Escape (2006)

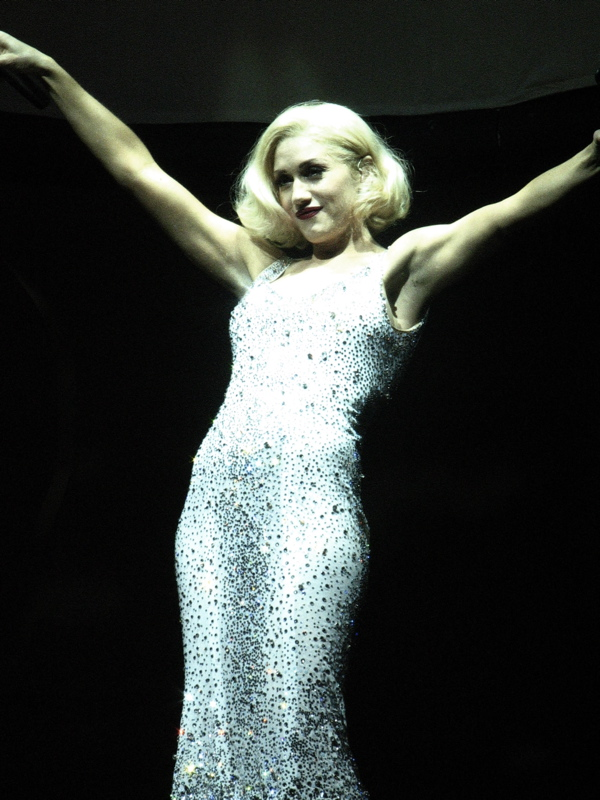

- This Is What the Truth Feels Like (2016)
- You Make It Feel Like Christmas (2017)
- Bouquet (2024)

Дискография в составе No Doubt
- No Doubt (1992)
- The Beacon Street Collection[англ.] (1995)
- Tragic Kingdom (1995)
- Return of Saturn (2000)
- Rock Steady (2001)
- Push and Shove (2012)

## Туры
- Harajuku Lovers Tour (2005)
- The Sweet Escape Tour (2007)

## Избранная фильмография
| Год  |   | Русское название | Оригинальное название | Роль                    |
| ---- | - | ---------------- | --------------------- | ----------------------- |
| 2009 | с | Сплетница        | Gossip Girl           | вокалистка «Snowed Out» |

## История наград «Грэмми»
| Год  | Жанр  | Работа                  | Категория                          | Результат |
| ---- | ----- | ----------------------- | ---------------------------------- | --------- |
| 2002 | Рэп   | «Let Me Blow Ya Mind»   | Best Rap/Sung Collaboration        | Победа    |
| 2005 | Поп   | «What You Waiting For?» | Best Pop Female Vocal Performance  | Номинация |
| 2006 | Поп   | «Hollaback Girl»        | Best Pop Female Vocal Performance  | Номинация |
| 2006 | Общая | «Hollaback Girl»        | Запись года                        | Номинация |
| 2006 | Поп   | «Love.Angel.Music.Baby» | Лучший поп-альбом                  | Номинация |
| 2006 | Рэп   | «Rich Girl»             | Best Rap/Sung Collaboration        | Номинация |
| 2006 | Общая | «Love.Angel.Music.Baby» | Альбом года                        | Номинация |
| 2008 | Поп   | «The Sweet Escape»      | Best Pop Collaboration with Vocals | Номинация |